# Arzergrande
Arzergrande é uma comuna italiana da região do Vêneto, província de Pádua, com cerca de 4.111 habitantes. Estende-se por uma área de 13 km², tendo uma densidade populacional de 316 hab/km². Faz fronteira com Codevigo, Piove di Sacco, Pontelongo.

## Demografia
| Variação demográfica do município entre 1861 e 2011                               |
|                                                                                   |
| Fonte: Istituto Nazionale di Statistica (ISTAT) - Elaboração gráfica da Wikipedia |